# エアロK
エアロK（朝: 에어로케이, 英: Aero K）は、韓国の格安航空会社（LCC）である。2017年に設立された。会社名は韓国の英語表記であるKOREAを後ろから並べた綴りから取られた。
ジェンダーレスの制服を採用したことで世界各地から反響を呼んだ。また、客室乗務員の募集に、学力、年齢制限なし、タトゥーも許容するなど、破格的な採用条件も注目を集めた。

## 歴史
2017年にK-Air Aviationとして設立された。2020年12月28日に航空運送事業許可（AOC）を取得、2021年2月14日に初号機のエアバスA320（登録番号HL8384）が納入された。A320を2機追加購入する予定である。
エアロKは、中国、日本、台湾、ベトナムなどアジア内を中心に就航している。初就航は韓国国内線の清州 - 済州線であり、清州国際空港がハブ空港である。
航空運送事業許可（AOC）の条件として、就航から3年間は清州国際空港活性化のために同空港以外の路線就航制限があったが、2024年に解除されたことから、2024年5月末より仁川 - 東京/成田便が就航した。以降、順次仁川発着路線を拡大する予定である。

## 日本との関係

### 日本への運航便
| 便名      | 路線        | 路線        | 機材         | 備考                           |
| --------- | ----------- | ----------- | ------------ | ------------------------------ |
| RF325/326 | ソウル/仁川 | 東京/成田   | エアバスA320 |                                |
| RF313/312 | ソウル/仁川 | 大阪/関西   | エアバスA320 |                                |
| RF321/322 | 清州        | 東京/成田   | エアバスA320 |                                |
| RF323/324 | 清州        | 東京/成田   | エアバスA320 |                                |
| RF305/306 | 清州        | 大阪/関西   | エアバスA320 | 2025年10月26日より運航開始予定 |
| RF311/312 | 清州        | 大阪/関西   | エアバスA320 |                                |
| RF317/318 | 清州        | 大阪/関西   | エアバスA320 |                                |
| RF341/342 | 清州        | 中部        | エアバスA320 |                                |
| RF351/352 | 清州        | 札幌/新千歳 | エアバスA320 |                                |
| RF331/332 | 清州        | 福岡        | エアバスA320 |                                |
| RF371/372 | 清州        | 北九州      | エアバスA320 | 2025年9月30日より運航開始予定  |
| RF383/384 | 清州        | 茨城        | エアバスA320 |                                |
| RF353/354 | 清州        | 帯広        | エアバスA320 |                                |
| RF385/386 | 清州        | 広島        | エアバスA320 |                                |
| RF393/394 | 清州        | 那覇        | エアバスA320 | 2025年10月1日より運航開始予定  |

### 日本との歴史
- 2023年4月、初の国際線および日本への路線として清州-関西便の就航が国土交通省によって許可され[10]、7月6日に就航[11]。
- 2023年8月1日、東京/成田-清州線に就航[12]。
- 2024年5月30日、東京/成田-ソウル/仁川線に就航[13]。
- 2024年11月28日、札幌/新千歳-清州線に就航[14]。
- 2024年12月19日、茨城-清州間のチャーター便が就航[15]。
- 2025年1月25日、帯広-清州間のチャーター便が就航[16]。
- 2025年1月31日、名古屋/中部-清州線に就航[17]。
- 2025年2月6日、大阪/関西-ソウル/仁川線に就航[18]。
- 2025年5月2日、福岡-清州線に就航[19]。
- 2025年5月15日、茨城-清州線を定期便化[20]。
- 2025年5月21日、帯広-清州線を定期便化[21]。
- 2025年6月11日、大阪/関西-ソウル/仁川線を定期便化[22]。
- 2025年7月16日、広島-清州線に就航。
- 2025年10月26日より、大阪/関西-清州線をトリプルデイリーに増便[23]。

## 就航地
| 国         | 都市           | 空港                   | 注記                  | 出典   |
| ---------- | -------------- | ---------------------- | --------------------- | ------ |
| 韓国       | 清州           | 清州国際空港           | ハブ空港              |        |
| 韓国       | 済州           | 済州国際空港           |                       |        |
| 韓国       | 仁川           | 仁川国際空港           |                       |        |
| 日本       | 大阪           | 関西国際空港           |                       | [ 24 ] |
| 日本       | 東京           | 成田国際空港           |                       | [ 25 ] |
| 日本       | 札幌           | 新千歳空港             |                       |        |
| 日本       | 帯広           | 帯広空港               |                       |        |
| 日本       | 茨城           | 茨城空港               |                       |        |
| 日本       | 名古屋         | 中部国際空港           |                       | [ 26 ] |
| 日本       | 福岡           | 福岡空港               |                       |        |
| 日本       | 北九州         | 北九州空港             | 2025年9月30日就航予定 | [ 27 ] |
| 日本       | 広島           | 広島空港               |                       | [ 28 ] |
| 日本       | 那覇           | 那覇空港               | 2025年10月1日就航予定 | [ 29 ] |
| 中国       | 済南           | 済南遥墻国際空港       |                       |        |
| 中国       | オルドス       | オルドス空港           | 定期チャーター        | [ 30 ] |
| 中国       | 青島           | 青島膠東国際空港       |                       |        |
| 中華民国   | 台北           | 桃園国際空港           |                       | [ 31 ] |
| 中華民国   | 高雄           | 高雄国際空港           |                       |        |
| フィリピン | クラーク       | クラーク国際空港       |                       | [ 32 ] |
| ベトナム   | ハノイ         | ノイバイ国際空港       |                       | [ 33 ] |
| ベトナム   | ダナン         | ダナン国際空港         |                       |        |
| モンゴル   | ウランバートル | チンギスハーン国際空港 |                       |        |

### 運休路線
| 国       | 都市名     | 空港名             | 備考 |
| -------- | ---------- | ------------------ | ---- |
| 韓国     | 襄陽       | 襄陽国際空港       |      |
| ベトナム | ニャチャン | カムラン国際空港   |      |
| 中国     | 瓊海       | 瓊海博澳国際空港   |      |
| ラオス   | パークセー | パークセー国際空港 |      |

## 保有機材
| 機種             | 就航 | 発注 | 座席数 | 注記                                                                          |
| ---------------- | ---- | ---- | ------ | ----------------------------------------------------------------------------- |
| エアバスA320-200 | 7    | 0    | 180    | HL8385,HL8386,HL8540,HL8562（元スターフライヤーJA01MC）,HL8563,HL8595、HL8596 |
| 計               | 7    | 0    |        |                                                                               |

### 退役機材
- エアバスA320-200：1機(HL8384)